# Каракіс Ірма Йосипівна
Ірма Йосипівна Кара́кіс (4 листопада 1930 , Київ  — 1 лютого 2022 , Нью-Йорк, Нью-Йорк ) — українська радянська архітектор, дизайнер інтер'єрів та меблів, кандидат архітектури, лауреат золотої медалі ВДНГ УРСР.

## Біографія
Батько — Каракіс Йосип Юлійович (1902–1988), архітектор. Мати — Каракіс Анна Юхимівна (уроджена Копман) (1904–1993).
Закінчила Київський інженерно-будівельний інститут в 1954 р., керівник дипломної роботи — Яків Штейнберг.
Дисертація «Архітектурно-планувальні рішення та нові види обладнання гардеробів в різних типах шкільних будівель» була успішно захищена в Києві в 1968 р. в Українській академії архітектури. Авторка декількох книг з інтер'єру і численних проєктів вбудованих меблів.
У 1954–1957 рр. — архітекторка в Проєктному інституті «Променергопроект» у Києві; з 1957 до 1994 р. — архітекторка, завідувачка сектором інтер'єру та обладнання в Академії будівництва та обладнання УРСР (КиївЗНДІЕП).
Ірма Каракіс — авторка низки будівельних об'єктів ТЕС, генеральних планів житлового будівництва, наборів меблів масового виробництва, інтер'єрів та обладнання шкіл, готелів та ресторанів. З 1962 року член Спілки архітекторів України, з 1970 року — член Мистецько-технічної ради України, з 1977 року — старша наукова співробітниця.
У 2003 році переїхала з Києва до м. Нью-Йорк.
Мала військове звання майора запасу. Нагороджена золотою медаллю ВДНГ УРСР.

## Вибрані проєкти
- Теплова електростанція в г. Текелі (1954-56 рр.).[2]
- Теплова електростанція в м. Алма-Ата (1954-56 рр.).[2]
- Теплова електростанція в м. Чернівці (1958-62 рр.).[2]. Також житловий квартал для чернігівської ТЕЦ, у м. Чернігів по вул. Толстого.
- Теплова електростанція в м. Бердичів (1958-62 рр.).[2]
- Котельна заводів МГСС. Спільно з арх. Беловерковскім. м. Київ, Теличка (1954)
- Закритий розвантажувальний пристрій Бердичівської ТЕЦ. м. Бердичів (1954)
- Генеральний план ділянки житлового будівництва Бердичівської ТЕЦ. м. Бердичів (1954)
- Генеральний план ділянки житлового будівництва Могилів-Подільської ТЕЦ. м. Могилів-Подільський (1954)
- Головна будівля ТЕЦ потужністю 24 кв / т / год. м. Могилів-Подільський м. Текелі (Середня Азія) (1954)
- Головна контора, огорожа і прохідна Бердичівської ТЕЦ м. Бердичів (1955)
- Реконструкція Алма-Атинської ТЕЦ м. Алма-Ата (1956)
- Генеральний план житлового кварталу ТЕЦ в м. Кілія по вул. Першотравневій (не реалізований будівництвом) (1957)

### Ресторани
- Ресторан «За двома зайцями» на Андріївському узвозі в м. Київ
- Ресторан «Східний», м. Київ (1994)[2]
- Ресторан «Гостинний Двір» — інтер'єр і барна стійка, м. Київ (1988)[2]
- Ресторан в готелі «Дніпро», м. Київ

### Готелі
- Інтер'єр меблів готелю «Градецький», м. Чернігів (1979)
- Інтер'єр готелю «Театральна» вул. Володимирська, м. Київ (1979–1987)[2]
- Інтер'єр готелю «Житомир», м. Житомир (1983)[2]
- Інтер'єр готелю «Дніпропетровськ», м. Дніпропетровськ (1985)[2]
- Інтер'єр і меблі готелю «Чорне Море», м. Одеса
- Інтер'єр готелю «Русь», м. Київ
- Інтер'єр готелю «Київ», м. Київ
- Інтер'єри та обладнання будинку відпочинку «Авангард», м. Немирів (1982)

### Громадські будівлі
- Набір секційно-стелажної меблів для двокімнатної квартири (серія К-58-117). Спільно з худ. Косяком. (Масове виробництво в Київському, Омському і ін раднаргоспи). (1958) Премія 1-го Всесоюзного конкурсу меблів в Москві в 1958 р.
- Набір меблів № 49 для двокімнатної квартири із застосуванням гнутоклеєних елементів. Спільно з худ. Однопозова (Київська експериментальна фабрика) (1959)
- Вироби меблів для дому одруження в м. Києві (Фабрика ім. Боженка) (1960)
- Обладнання житлового експериментального будинку в м. Краматорську. Спільно з арх. Сеніним (Житомирський меблевий комбінат експериментальна меблева фабрика в м. Києві) (1960)
- Вироби та обладнання групових кімнат дитячого саду (Житомирський меблевий комбінат) (1960) — Велика медаль ВДНГ СРСР.
- Меблі для типових квартир (Житомирський меблевий комбінат і меблева фабрика в Біличах) (1961)
- Набір меблів із застосуванням гнутоштампованних елементів. Спільно з худ. Однопозова (Експериментальна меблева фабрика) (1961) Премія II-го Всесоюзного конкурсу в Москві.
- Обладнання спальних корпусів шкіл-інтернатів (Київська експериментальна меблева фабрика) (1962) — медаль ВДНГ СРСР
- Набір меблів для однокімнатної квартири (Броварський завод холодильників) (1962)
- Обладнання кабінетів фізики і хімії та набори обладнання гардеробів в школах (Міністерство освіти УРСР Ужгородський меблевий комбінат). Впроваджено в експериментальних школах. м. Ужгород (1964)
- Шафи-перегородки для шкільних будівель. (Київська експериментальна меблева фабрика) Виставка передового досвіду УРСР (1964)
- Інтер'єр клубу в селі Миронівка. с. Миронівка (1964)
- Інтер'єри та обладнання експериментальних шкіл. Школа 138 на 1640 учнів у Києві; школа 2032 учнів у Донецьку; школа 2600 учнів в Ташкенті та ін (1965–1970 рр.).
- Інтер'єри та обладнання громадських та адміністративних будівель. (Будинку торгівлі і політ освіти в Києві.) М. Київ (1971–1976 рр.).
- Устаткування для будинку Торгівлі в м. Києві (1976)[2]
- Інтер'єри та обладнання аптеки. Аптека № 370 Академії Наук УРСР м. Київ (1975)
- Інтер'єри та обладнання аптеки. Аптека № 35 м. Київ (1979)
- Інтер'єр і обладнання залу депутатів Верховної ради на Києвскому Ж.д. вокзалі в м. Київ (1979)
- Обладнання робочих місць будівель управління та конструкторсько-проєктних організацій м. Москва (1980)
- Обладнання робочих місць будівель управління та конструкторсько-проєктних організацій м. Мінськ (1981)
- Вбудоване обладнання для житлових будинків серії 96 з об'ємними блоками (Пзб, КіевЗНІЕП) м. Київ (1982)
- Інтер'єри та обладнання 4-х макетів квартир (1985) — медаль ВДНГ
- Меблі та обладнання для Національного палацу мистецтв «Україна» (1987)
- Інтер'єр і обладнання вестибюля і їдальнею експериментального заводу КіевЗНІЕП (КіевЗНІЕП) м. Київ (1987)
- Меблі для Трапезної Михайлівка Монастиря, реконструкція інтер'єру і меблів. (Реставраційні майстерні та Софіївський заповідник) м. Київ (1987)
- Інтер'єри та обладнання вестибюля і артистичних приміщень палацу «Україна» (Палац «Україна») м. Київ (1987)
- Інтер'єри та обладнання житлових будинків ККВО «мобіль» (Військові містечка ККВО) (1987–1988 рр.).
- Інтер'єри та меблі для «Контрактового дому» в м. Київ Заповідник «Стародавній Київ». (~ 1989)
- Робочі місця проєктувальників і наукових працівників (КіевЗНІЕП) у м. Київ. (1990)

## Проєкти багаторазово використовувалися в різних галузях
- Вбудоване обладнання для житлових будинків АППС. К-134, 176, 161 (Мінліспром УРСР, Держбуд УРСР) м. Київ (1987)
- Еталонний проєкт інтер'єру квартир для типових проєктів житлових будинків поліпшеного оздоблення та обладнання з використанням коштів населення. (Держбуд УРСР) м. Київ (1987)
- Стойки, інтер'єри вестибюлів, крісла, номерів, стінок і т. д.
- Типові набори меблів для готелів.
- Меблі та обладнання інтер'єрів дитячих садків (а також меблі й устаткування гральних та фізкультурних залів).
- Меблі та обладнання інтер'єрів аптек.
- Секційні меблі для квартир.

## Інші проєкти
Ірма Каракіс також розробила інтер'єри дизайнерських магазинів (таких як магазин Жан Пола біля Пасажу в м. Київ), інтер'єри дизайнерських магазинів одягу (серед них два на площі Б. Хмельницького в м. Київ), інтер'єри приватних особняків (в Козіне біля Києва).

## Обрана бібліографія
- Мебель для квартир односемейного заселения. Киев, 1962 (как соавтор, тираж 11000 экз.) И. С. Ахтеров, И. И. Каракис, О. А. Свешников; ред. М. П. Клековкин; Акад. строительства и архитектуры УССР, НИИ архитектуры сооружений. — Киев: Стройиздат УССР, 1962. — 145 л. — Б. ц (рос.)
- Строительство И Архитектура с. 66 — 80. «Обоснование габаритов вспомогательного оборудования в школьных зданиях.». Будевельник, Киев, Владимирская 24. 1968 (тираж 1500) (рос.)
- Радянська Школа. «Интерьер и оборудование школьных помещений» с. 102—107 (Укр.) 1970. (рос.)
- «Интерьер Школы» 1972. Издательство «Просвещение». (совместно с Т. Е. Астрова, Л. В. Дороднова, М. И. Евзекова, В. Г. Ковальков, А. Е. Кошелев, Г. И. Маркизова, Т. И. Наливина, В. Н. Шихеев) (рос.)
- Декоративное искусство в общественных зданиях Украины. 1975 (В сборнике «Советское декоративное искусство» 73/44. М.: Советский художник, 1975, C.110-120.) (рос.)
- Интерьеры Школ и Дошкольных Заведений. Издательство Будевельник, Киев, Владимирская 24., 1974. (рос.)
- Интерьеры общественных зданий Украины / И. И. Каракис; Гос. ком. по гражд. стр-ву и архитектуре при Госстрое СССР ; НИИ типового и экспериментального проектирования жилых и общественных зданий г. Киев. — Киев: Будівельник, 1975. — 144с.: (Тираж 10,000)[3] (рос.)
- Прогрессивные тенденции в развитии интерьера общественных зданий. Киев, 1976. (рос.)
- Для Дому и Семьи. Киев. «Реклама». 128 с. (Укр.) (Тираж 97000) с.14-37 «Как оборудовать жилище» 1980. (укр.)
- Составитель раздела «Мебель» в Украинской-Советской Энциклопедии. Том 6 «Лахтак-Молдовеняска». стр. 356. 1981. (рос.)
- Оборудование и мебель детских дошкольных учреждений. М., 1984 (ISSN 0135-8138) (рос.)
- Встроенное оборудование и шкафы-перегородки в новых типах жилых домов. М., 1984. (рос.)
- Ваша квартира. Киев, 1985 (переиздания там же в 1986 и 1991 гг., общий тираж книги более 130000 экз.) ISBN 5-7705-0292-4 (для издания 1986 г.)[4] (рос.)
- Каракис, И. И. Проблемы внедрения встроенного оборудования квартир / И. И. Каракис, Е. А. Розин // Строительство и архитектура. — 1987. — № 10. — . 6-9 : фото, планы, рис.[5][6] (рос.)
- Современный интерьер школ и детских дошкольных учреждений. М., 1989 (ISSN 0135-8138) ВНИИТАГ, — 51 с. : ил. — (Общественные здания: обзор. информ / ВНИИ теории архитектуры и градостроительства; вып. 3)[7] (рос.)
- Интерьер и оборудование гостиниц и общежитий. М., 1989 (рос.)
- Журнал «ОФИС». «Интерьер вашего офиса — современность и традиция» с.40 — 43. Январь 1996. (рос.)
- Журнал А. С. С. (Art City Construction) с. 46-50. «Восточный Классицизм: Всемирный центр Бахаи в Хайфе» # 8 (4) 2002. (рос.)